# Sidsel Ben Semmane
Sidsel Ben Semmane (nacida en 1989) es una cantante danesa que representó a Dinamarca en el Festival de Eurovisión 2006.
Sidsel había ganado el 11 de febrero de ese año el Dansk Melodi Grand Prix con la canción "Twist of love", escrita por Niels Drevsholt, y con la que posteriormente participó en el Festival. El certamen tuvo lugar en Atenas el 20 de mayo de 2006. Finalizó en 18º puesto.
El 29 de mayo de 2006, Sidsel lanzó su primer álbum en solitario titulado Where Are My Shoes?, donde interpretaba temas que fueron éxitos internacionales de los años 1950 y 1960.